# STS-46
STS-46 (Space Transportation System-46) var rumfærgen Atlantis 12. rumfærge-mission. Den blev opsendt d. 31. juli 1992 og vendte tilbage d. 8. august 1992.
Missionens primære nyttelast var ESAs European Retrievable Carrier (EURECA) og Tethered Satellite System (TSS), sidstnævnte lavet i samarbejde mellem NASA og det italienske det rumargentur 'Agenzia Spaziale Italiana (ISA).
Hovedartikler:

## Besætning
- Loren Shriver (kaptajn)
- Andrew Allen (pilot)
- Jeffrey Hoffman (1. missionsspecialist)
- Franklin Chang-Diaz (2. missionsspecialist)
- Claude Nicollier (3. missionsspecialist) ESA
- Marsha Ivins (4. missionsspecialis)
- Franco Malerba (nyttelast-specialist) ISA

## Missionen
Missionen medbragte følgende nyttelast:
- European Retrievable Carrier (EURECA)
- Tethered Satellite System (TSS)
- Evaluation of Oxygen Integration with Materials/Thermal Management Processes (EOIM-III/TEMP 2A-3)
- Consortium for Materials Development in Space Complex Autonomous Payload (CONCAP II and CONCAP III)
- IMAX Cargo Bay Camera (ICBC)
- Limited Duration Space Environment Candidate Materials Exposure (LDCE)
- Air Force Maui Optical Site (AMOS)
- Pituitary Growth Hormone Cell Function (PHCF)
- Ultraviolet Plume Instrument (UVPI).